# Marcel Kint
Marcel Kint (Zwevegem, 20 de setembre de 1914 - Kortrijk, 23 de març de 2002) era un ciclista belga que va ser professional de 1935 a 1951. Tenia el sobrenom d'Àguila Negra. Durant els anys de professional aconseguí 77 victòries.
Es va destacar especialment en les clàssiques i curses d'un sol dia. Guanyà, entre d'altres, el Tour de Flandes de 1935, la París-Roubaix de 1943, la Fletxa Valona de 1943, 1944 i 1945, la Gant-Wevelgem de 1949, sis etapes al Tour de França i, sobretot, el Campionat del Món de 1938.
Quan es va retirar va crear un bar «Café Valkenburg», en record de la ciutat de Valkenburg al Limburg neerlandès on va guanyar el campionat del món el 1938, llistat com patrimoni arquitectural des de 2024. Als pisos superiors va fabricar i vendre bicicletes. El negoci va créixer, l'edifici es va fer massa petit i així es van traslladar a Kortrijk, on ara (2024) la tercera generació dirigeix l'empresa familiar.
El municipi de Zwevegem organitza des de 1930 cada any una cursa que el 1942 va rebre el nom Gran Premi Marcel Kint. El 2024, la 82ena edició va ser anul·lada per manca de pressupost. Des de 2013 es va crear una ruta ciclista que uneix els llocs importants de la vida de Kint.

## Palmarès
- 1934
  - 1r de l'Arras-Boulogne
  - 1r de la Brussel·les-Marke
  - 1r de Sint Maria-Lierde
  - 1r del Premi de Gits
  - 1r del Premi de Kaprijke
  - 1r del Premi de Tourneppe
  - 1r del Premi d'Ieper
  - 1r del Premi de Zwevegem
  - Vencedor d'una etapa de la Volta a Bèlgica
- 1935
  - 1r del Tour de Flandes
  - 1r de la Volta a Bèlgica i vencedor de 2 etapes
  - 1r al Campionat de Flandes
  - 1r del Premi d'Aalst
  - 1r del Premi de Hoegaarden
  - 1r del Premi de Ligny
  - 1r del Premi de Kooskamp
  - 1r del Premi de Zwevegem
  - 1r de la Brussel·les-Lieja
  - 1r de la Jemeppe-Marche-Jemeppe
  - Vencedor d'una etapa de la Volta a Luxemburg
- 1936
  - 1r de l'Anvers-Gand-Anvers
  - Vencedor d'una etapa al Tour de França
  - Vencedor d'una etapa de la Volta a Bèlgica
- 1937
  - 1r a la Gant-Ieper
  - 1r del Premi de Rollegem
  - 1r del Premi d'Avelgem
- 1938
  -  Campió del Món de ciclisme
  - 1r de la París-Brussel·les
  - 1r del Gran Premi d'Espéranza,
  - Vencedor de 3 etapes al Tour de França
  - 1r del Critèrium d'Herve
  - 1r del Critèrium de Mons
- 1939
  -  Campió de Bèlgica en ruta
  - 1r de l'Anvers-Gant-Anvers
  - 1r de la Ransart-Beaumont-Ransart
  - 1r del Critèrium de Molenbeek
  - 1r al Gran Premi de la vila de Zottegem
  - Vencedor de 2 etapes al Tour de França
- 1940
  - 1r del Circuit de Bèlgica
  - 1r del Critèrium de Visé
  - 1r del Critèrium dels Assos a Brussel·les
- 1942
  - 1r a la Gullegem Koerse
- 1943
  - 1r de la París-Roubaix
  - 1r de la Fletxa Valona
  - 1r del Circuit de Bèlgica
  - 1r a la Volta a Limburg
  - 1r de la Brussel·les-París
  - 1r del Premi de Deinze
- 1944
  - 1r de la Fletxa Valona
  - 1r de la Nokere Koerse
  - 1r del Premi de Printemps a Gant
  - 1r del Premi de Ninove
  - 1r del Premi de Wingene
- 1945
  - 1r de la Fletxa Valona
  - 1r del Circuit de les Ardenes flamenques - Ichtegem
  - 1r del Premi de Mont-sur-Marchienne
  - 1r del Premi de Bellegem
  - 1r del Premi d'Eke
- 1946
  -  Campió de Bèlgica de clubs
  - 1r de la Lieja-Vichte
  - 1r del Premi de Lauwe
  - 1r del Premi d'Ingelmunster
  - 1r del Premi de Vichte
  - 1r del Premi de Brasschaat
  - 1r del Premi de Meslin-l'Evèque
  - 1r del Premi de Quaregnon
  -  Medalla de plata al Campionat del Món de ciclisme en ruta
- 1947
  -  Campió de Bèlgica de clubs
  - 1r del Premi de Staden
  - 1r de les 6 hores de Zuric, amb Rik Van Steenbergen
- 1948
  - 1r dels Sis dies de Brussel·les, amb Rik Van Steenbergen
  - 1r del Trofeu dels Routiers, amb Rik Van Steenbergen
  - 1r de l'Omnium dels Campions, amb Rik Van Steenbergen
  - 1r del Premi de Waremme
- 1949
  - 1r de la Gant-Wevelgem
  - 1r dels Sis dies de Brussel·les, amb Rik Van Steenbergen
  - 1r del Premi de la Chapelle-lez-Herlaimont
- 1950
  - 1r del Premi de Tournai
- 1951
  - 1r a l'Elfstedenronde

### Resultats al Tour de França
- 1936. 9è de la classificació general i vencedor d'una etapa
- 1937. Abandona (17a etapa). Porta el mallot groc una etapa
- 1938. 9è de la classificació general i vencedor de 3 etapes
- 1939. 34è de la classificació general i vencedor de 2 etapes
- 1949. Abandona (19a etapa)

### Resultats al Giro d'Itàlia
- 1951. Abandona (4a etapa)